# صموئيل شارب
صموئيل شارب (بالإنجليزية: Samuel Sharpe)‏ (13 يناير 1839 في المملكة المتحدة - 5 نوفمبر 1924 في المملكة المتحدة) هو لاعب كريكت بريطاني (وحمل سابقاً جنسية المملكة المتحدة لبريطانيا العظمى وأيرلندا). لعب مع نادي مقاطعة نوتنغهامشير للكريكت ‏.

## وصلات خارجية
- صموئيل شارب على موقع إي آس بي آن كريك إنفو (الإنجليزية)